# Chiesa della Madonna delle Grazie (Caluso)
La chiesa della Madonna delle Grazie è la parrocchiale di Caluso, in città metropolitana di Torino e diocesi di Ivrea; fa parte della vicaria Calusiese-Strambinese.

## Storia
La costruzione della chiesa iniziò ufficialmente il 25 aprile 1522 con la cerimonia posa della prima pietra presieduta curato don Bonifacio d'Orio e dai Sindaci e Procuratori dell'Università di Caluso Giovanni Pietro Squarra, Battista Pivio, Pietro Ferro e Giovanni Facino. L'edificio sorse su terreni precedentemente occupati da case e appositamente comprati dal comune per la costruzione della chiesa I lavori, finanziati soltanto dal municipio e dalla popolazione di Caluso, motivo per cui, associato alle pestilenze e agli eventi bellici, questi si protrassero a lungo.
La chiesa venne infine collaudata nel 1584 e decorata nel 1585, ma bisognerà attendere il 1660 per vedere intrapresa la costruzione dell'imponente torre campanaria. Nel 1776 il marchese Valperga di Masino fece aggiungere a sue spese un ultimo piano alla torre in cui vennero allogiate le campane, le quali suonavano anche i quarti per regolare i turni d'acqua cui si dovevano attenere i contadini per l'irrigazione dei campi. Nel 1781 venne quindi installato l'orologio che però non funzionò mai bene per via dell'eccessivo scampanio.
Nel 1782 la chiesa venne ingrandita e la sua canonica venne dotata di un orto acquistando terreno dalla vicina confraternita della Misericordia. Nel 1869 il pavimento venne abbassato e si allargò l'edificio verso piazza Santa Marta con la costruzione di quattro cappelle laterali.
Nel 1879 infine, ben 357 anni dopo la posa della prima pietra, la chiesa parrocchiale di Caluso, finalmente completata, venne solennemente consacrata da monsignor Davide Riccardi, vescovo di Ivrea, e dedicata a Maria Assunta.
La facciata venne quindi restaurata nel 1894, mentre quattro anni più tardi la chiesa venne dotata di illuminazione elettrica. Seguirono ulteriori lavori minori di restauro nel XX secolo.